# Съева дупка
Съева дупка е пещера в Средния Предбалкан, България.

## Местонахождение
Намира се на 3 километра южно от село Брестница, област Ловеч, на 10 км от Ябланица и на 25 км от Тетевен.

## Име
Пещерата носи името на братя овчари Съю и Сейо, които я открили случайно и са я ползвали за укритие по време на османското владичество.

## Откриване и изследване
Професор Георги Златарски проучва пещерата за пръв път през 1883 г., а братя Карел и Херман Шкорпил последват примера му десет години по-късно. Първи сериозни проучвания и картировка са извършени в периода 20 – 21 август 1932 г. от Н. Атанасов и Д. Папазов и 10 – 13 юли 1935 г. от А. Стефанов и Н. Атанасов. Отново проучвана от БПД през 1946 г. и от научноизследователската пещерна бригада „Т. Павлов“ през 1949 г. Детайлни геоморфоложки изследвания са проведени през 1968 г. от Вл. Попов от Географския институт на БАН.
Заедно с Ягодинската пещера е считана за една от най-красивите пещери на България. Най-големият сталактон в нея има обиколка от 60 метра. Средната температура в пещерата е 7 – 11 °C, влажността – между 90 и 98%. Разположена е на 520 м надморска височина. Дълга е 205 метра, а 70 метра под земята в нея тече река. Смята се, че е на около 3 млн. години.
Уникална е и със своите цветове – зелено, кафяво и бяло. Срещат се сталактити, сталагмити, сталактони, хеликтити и дендрити.
При преустройството на пещерата са намерени кости на животни, глинени съдове, монети, датирани от времето на римския император Антоний.

## Зали
В пещерата има пет зали и няколко галерии, имената на които са:

### Купена
Първата зала откъм входа на пещерата. Неголяма е и е наречена на един голям сталагмит, приличащ на купа сено.

### Срутището
Втората зала откъм входа. През 1893 г. в този район на България е имало силно земетресение, поради което всички сталактити в залата са се откъснали и паднали. От срутването единият от сталактоните се счупва и придобива формата на оръдие. По тавана може да се видят новообразувани малки формирования.

### Концертна зала (Харамана)
Трета откъм входа, тази зала е наричана Харамана заради равния си под или още Концертна, заради отличната си акустика. В нея са пяли Емил Димитров, Лили Иванова, хорът на миньорите от Донбас, детският хор на Българското национално радио и др.
В тази зала може да се наблюдават уникалните природни образувания – хеликтити. Напомнят на корали и се получават от въздушното течение, което отнася водната капка, течаща от тавана настрани.

### Космос
Наречена е така заради сталактит с формата на ракета. В тази зала могат да се видят „Снежанка и седемте джуджета“.

### Белият замък
Залата е наречена така заради един огромен сталактон във формата на замък.

## Прилепите в пещераСъева дупка
Чрез наблюдения и улови с мрежи на входа е установено, че през различните сезони пещерата се използва от поне 8 вида прилепи:
- Голям подковонос (Rhinolophus ferrumequinum)
- Малък подковонос (Rhinolophus hipposideros)
- Трицветен нощник (Myotis emarginatus)
- Голям нощник (Myotis myotis)
- Остроух нощник (Myotis blythii)
- Дългоух/бехщайнов нощник (Myotis bechsteinii)
- Натереров нощник (Myotis nattereri)
- Воден нощник (Myotis daubentonii)

Шест от видовете установени в пещерата Съева дупка, са сред приоритетните за опазване за цяла Европа: голям и малък подковонос, както и четири вида нощници: големият, остроухият, дългоухият и трицветният. Ето защо пещерата е важно място за опазването на популациите на прилепи в региона.

## Туризъм
- Пещерата Съева дупка е сред Стоте национални туристически обекта на Български туристически съюз под номер 33 има печат.
- През 1962 г. пещерата е обявена за природна забележителност.
- През 1967 г. е благоустроена и електрифицирана.
- Затворена е през 1990 г., разграбена през 1996 г. и отново осветена през 2004 г. Днес се стопанисва от Българския туристически съюз.